# 사본린나 퀴멘타르타노주

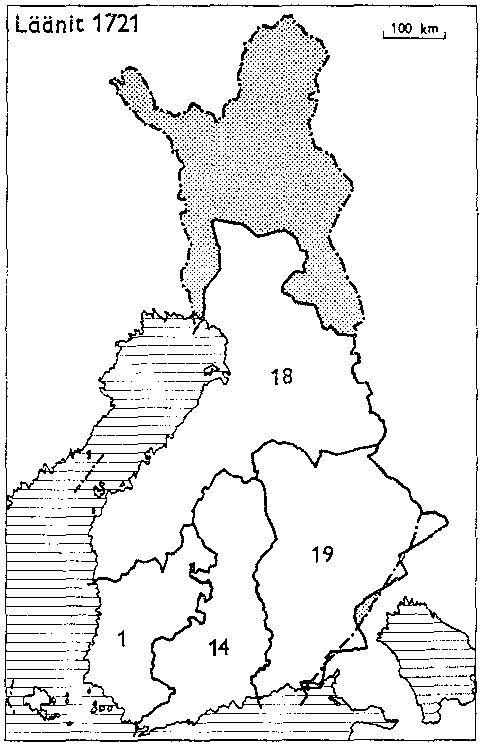
1721년 당시에 존재했던 핀란드의 주 지도 (19번이 큄메네고르드 뉘슬로트 주)

큄메네고르드 뉘슬로트 주(스웨덴어: Kymmenegårds och Nyslotts län)는 과거 핀란드에 존재했던 주로 주도는 라펜란타(빌만스트란드)이다. 핀란드어로는 사본린나 퀴멘타르타노 주(핀란드어: Savonlinnan ja Kymenkartanon lääni)라고 부른다.
스웨덴의 지배하에 있던 1721년에 신설되었다. 1747년 주의 일부가 사볼락스 큄메네고르드 주로 개편되었으며 나머지 지역은 우시마 해메 주에 편입되었다.